# バトゥイル・オヴェゾフ
バトゥイル・オヴェゾフ（1939年3月9日 - 2007年6月16日）は、トルクメニスタンの政治家。ダショグズ出身。トルクメン共産党第一書記バルイシュ・オヴェゾフの息子。

## 経歴
1978年までソ連環境・自然資源保護省の科学研究所で働く。1978年～1982年、トルクメン・ソビエト社会主義共和国ゴスプラン科学・技術課主任。1982年～1984年、アシハバードの副学長。1984年からトルクメン・ソビエト社会主義共和国高等教育第一次官。
1988年からトルクメン国立教育大学学長。1990年、トルクメン教育大学学長。1990年～1992年、トルクメン・ソビエト社会主義共和国最高会議代議員。1994年12月、副首相。1995年、トルクメニスタン科学アカデミー数学研究所長。
モスクワに在住し、ロシア科学アカデミー数学研究所で働いた。2005年1月、トルクメニスタンの影の内閣の首相に推薦される。

## パーソナル
工学科学博士、教授、トルクメン・ソビエト社会主義共和国功労科学・技術活動家、トルクメン・ソビエト社会主義共和国科学アカデミー準会員、コンピュータ科学・システム国際アカデミー会員。